# كونيسوس (نيويورك)
كونيسوس (بالإنجليزية: Conesus, New York)‏ هي بلدة أمريكية تقع في الولايات المتحدة في مقاطعة ليفينغستون، نيويورك. يقدر عدد سكانها بـ 2,473 نسمة ومساحتها 92.8 كم2 وترتفع عن سطح البحر 429 متر.